# 佐藤仁一
佐藤 仁一（さとう じんいち、1951年（昭和26年）4月22日 - ）は、日本の政治家。宮城県議会議員（2期）。元宮城県岩出山町（現・大崎市）長（4期）。

## 来歴
宮城県玉造郡岩出山町出身、大崎市立岩出山中学校、宮城県古川高等学校卒業後、酪農業に従事する。1990年、岩出山町長に当選、大崎市に合併する2006年まで4期務めた。この間、岩出山町にある道の駅あ・ら・伊達な道の駅の社長に就任、経営を黒字に転換させた。2010年の大崎市長選挙に立候補したが、現職の伊藤康志に敗れた。2014年の大崎市議会議員選挙に立候補してトップ当選した。2018年の選挙でも2位で再選。2019年の宮城県議会議員選挙で大崎市選挙区から立憲民主党公認で立候補し、当選した。2023年の宮城県議会議員選挙では無投票で2回目の当選を果たした。